# Црна лепотица
Црна лепотица (енгл. Black Beauty) или тираносаурус рекс (лат. Tyrannosaurus rex), један је од најзначајнијих експоната, фосилних остатака диносауруса из породице тираносауруса са подручја канадске покрајине Алберте, изложен у Тиреловом краљевском музеју палеонтологије, у Покрајинском парку Мидленд, на шест километара западно од Драмхелера.

## Историја
„Црну лепотицу“ је пронашао 1980. године спортски риболовац Џеф Бекер (Јеff Baker), док је пецао рибу са пријатељем у региону Crowsnest Pass у канадској покрајини Алберта. Он је том приликом у води угледао велику кост коју је прво показао свом учитељу. Убрзо потом контактирао је представнике Тиреловог краљевског музеја палеонтологије, који су након овог открића фосилне остатке заједно са песком око њих окружили матрицом, да би 1982. године почели са даљим истраживањима костура.
Надимак „Црна лепотица” фосилни костур диносауруса добио је због светло тамне пребојености, која је настала током вишевековне фосилизације, у присуству растворенох минерала из камена око фосилних остатака.

## Опис
Популарно назван „Црна лепотица“, костур је заправо тираносаурус рекс (лат. Tyrannosaurus rex) „малолетник“, из породице тираносауруса, пронађена у Покрајинском парку диносауруса у Канади. Он је један од најкомплетнијих примерака своје врсте у свету, и једна од највреднијих експоната Музеја. На то указује чињеница да је „Црна лепотица“ четрнаести од двадест, најкомплетнијих скелета тираносауруса рекса откривен до сада широм света.
Утврђено је да је „малолетник” угинуо класичном смрћу — нашта указује кружна позиција тела са кичмом савијеном у луку који вуче лобању драматично уназад ка репу. У 2009. години, Џек Хорнер и његове колеге указале су да је могући узрок смрти паразитска инфекција код диносауруса. До овог закључка дошли су након анализе лезије која су открили на кранијалним костима „Црне лепотице“.
Узорак је коришћен и за проучавање упоредне морфологије између тираносаурида и појединих врста тираносауруса, након којих је су истраживачи предложили да се „Црна лепотица” класификује као динамосаурус тврдећи да је то најмањи одрасли тиранусаурус рекс. Међутим накнадно је утврђено да псотоји велики број и других одраслих тираносуруса, са скелетом сличне, или мање величине од оног код „Црне лепотице”.

## Изложбене поставке
Овај изузено значајан музејски експонат и ретко откриће у области палонтологије, након рестаурације приказан је на импозантан начин у посебном делу специјална изложбена целина канадског музеја диносауруса (Тиреловог краљевског музеја палеонтологије) која је отворена за презентацију у јесен 2015. године.
Поред оригинала, постоји и реплика „Црне лепотице” која се приказује на бројним изложбама и у музејима широм света.
Музеј природе и историје у Стокхолму у својој поставци изложио је комплетан скелет „Црне лепотице”, на једној од централних изложби под називом 4 ½ милијарде година, на којој је приказана историја живота на Земљи.
„Црна лепотица” такође је приказана и у Палеозоолошком музеју, са репликом лобање и у Музеју афричке културе, као део путујуће изложбе „Диносауруси путују светом“ одржане током 1990. године.